# Liste der Stolpersteine in Forest/Vorst

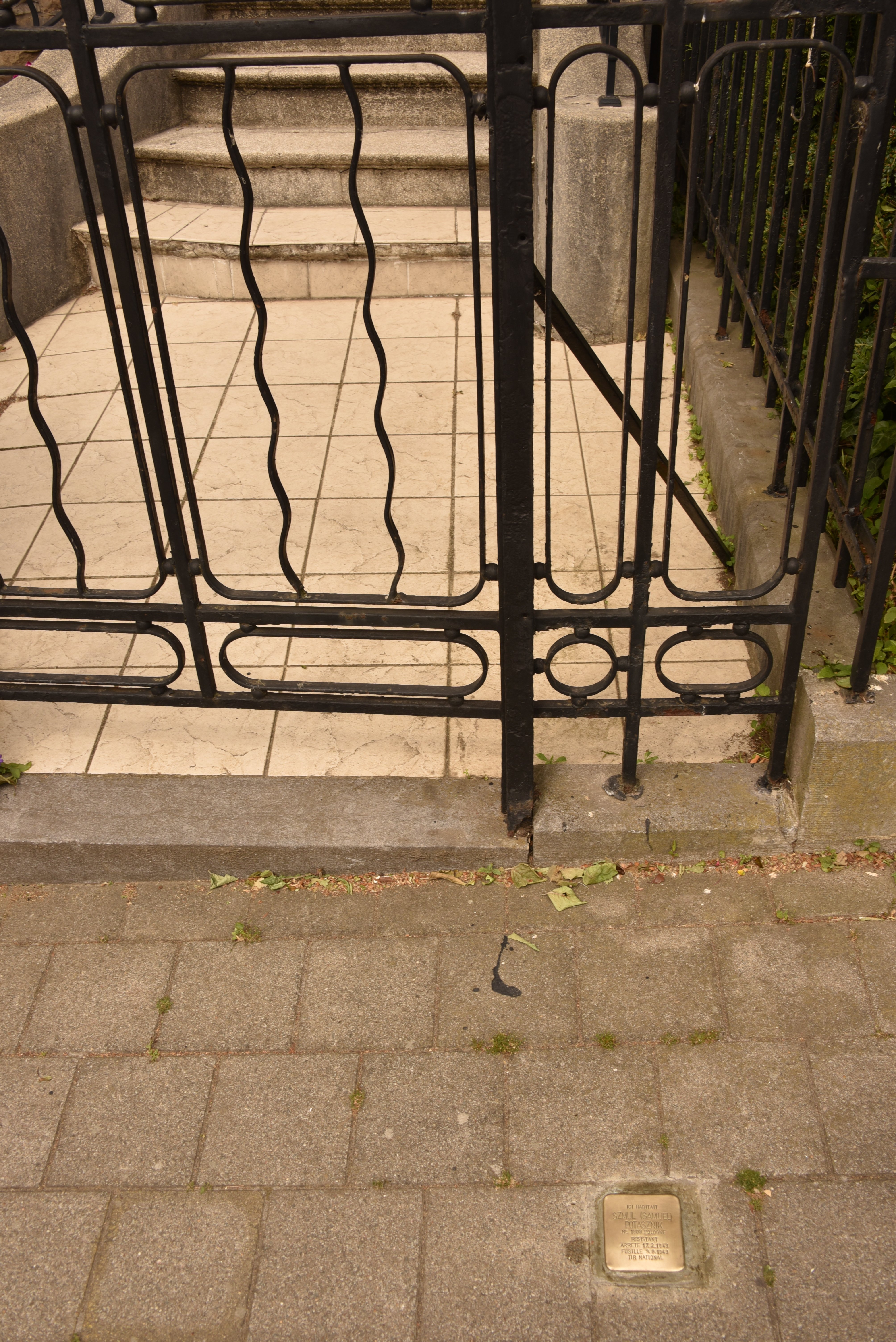
Stolperstein in Forest

Die Liste der Stolpersteine in Forest/Vorst umfasst jene sogenannten Stolpersteine, die vom Kölner Künstler Gunter Demnig, der seit 1996 solche verlegt, in der belgischen Gemeinde Forest/Vorst verlegt wurden. Forest (französisch) oder Vorst (niederländisch) ist eine von 19 Gemeinden der zweisprachigen Region Brüssel-Hauptstadt. Stolpersteine erinnern an das Schicksal von Menschen aus dieser Region, die von Nationalsozialisten ermordet, deportiert, vertrieben oder in den Suizid getrieben worden sind. Sie wurden von Gunter Demnig im Regelfall vor dem letzten selbstgewählten Wohnort des Opfers verlegt.

## Liste der Stolpersteine
Verlegt wurden acht Stolpersteine an sechs Adressen.
| Stolperstein | Übersetzung | Verlegeort                    | Name, Leben |
| ------------ | --- | ----------------------------- | --- |
|              | HIER WOHNTE LÉON BAR (BAUDOUIN) GEBOREN 1919 IM WIDERSTAND VERHAFTET 21.8.1943 FÜSILIERT 10.2.1944 TIR NATIONAL                                                                     | 25, Avenue Alexandre Bertrand | Leon Bar wurde am 20. Januar 1915 in Pâturage, Wallonien, geboren. Er war Leutnant bei den Fallschirmjägern. Er kämpfte zuerst für England, danach für Belgien. Bar betätigte sich unter dem Kampfname Baudouin im Widerstand, übermittelte per Funk verschlüsselte Nachrichten. Er wurde enttarnt, am 21. August 1943 festgenommen und im Fort Breendonk inhaftiert. Leon Bar wurde am 20. Februar 1944 auf dem Tir National bei Schaerbeek durch ein Erschießungskommando hingerichtet. |
|              | HIER WOHNTE BALCIA BRANICKA GEBOREN 1924 IN POLEN VERHAFTET 20.3.1944 INTERNIERT IN MECHELEN DEPORTIERT 4.4.1944 AUSCHWITZ ERMORDET                                                 | 73, Rue Rodenbach             | Balcia Branicka wurde am 22. September 1924 in Przedborg, Polen, geboren. Ihre Eltern waren der Schneider Israel Branicki und Cerla Bukowska. Die Familie kam am 1. Oktober 1925 in Belgien an. Balcia Branicka hatte zwei Geschwister, Sylvia (geboren 1926) und David (geboren 1927) und Sylvia. Von 1936 bis 1942 wohnte die Familie in der Rue de la Verdure Nr. 41, dann versteckten sie sich in der Rue Rodenbach. Am 30. März 1944 wurden Balci Branicka, ihre Schwester und ihre Mutter verhaftet und im SS-Sammellager Mecheln inhaftiert. Am 4. April 1944 wurden alle drei mit dem Konvoi XXIV in das Vernichtungslager Auschwitz deportiert. Balcia Branicka und ihre Mutter wurden dort ermordet. Ihr Schwester Sylvia überlebte Auschwitz. Ihr Vater und ihr Bruder entkamen der Deportation und überlebten ebenfalls die Shoah. |
|              | HIER WOHNTE RENÉ BREMS GEBOREN 1921 IM WIDERSTAND VERHAFTET 5.11.1943 FÜSILIERT 17.2.1944 TIR NATIONAL                                                                              | 7, Avenue Zaman               | Rene Brems (1924–1944) |
|              | HIER WOHNTE CERLA U. BUKOWSKA- BRANICKA GEBOREN 1924 IN POLEN VERHAFTET 20.3.1944 INTERNIERT IN MECHELEN DEPORTIERT 4.4.1944 AUSCHWITZ ERMORDET 7.4.1944                            | 73, Rue Rodenbach             | Cerla U. Bukowska-Branicki (1924–1944) |
|              | HIER WOHNTE LOUIS HEYLIGERS GEBOREN 1878 IM WIDERSTAND VERHAFTET 12.7.1943 GEFOLTERT / INTERNIERT GEFÄNGNIS SAINT-GILLES DEPORTIERT 1944 EBRACH FLOSSENBÜRG 1945 ERMORDET 12.2.1945 | 73, Rue Rodenbach             | Louis Heyligers (1878–1945) |
|              | HIER WOHNTE SZMUL (SAMUEL) POTASZNIK GEBOREN 1909 IN POLEN IM WIDERSTAND VERHAFTET 17.2.1943 FÜSILIERT 9.9.1943 TIR NATIONAL                                                        | 11, Avenue des Tropiques      | Szmul Potasznik (1909–1943) |
|              | HIER WOHNTE MARCEL VERRALEWECK GEBOREN 1901 IM WIDERSTAND VERHAFTET 22.4.1943 FÜSILIERT 30.9.1943 TIR NATIONAL                                                                      | 4, Rue Vanden Corput          | Marcel Verraleweck (1901–1943) |
|              | HIER WOHNTE EDMOND VAN WEZEMAEL GEBOREN 1920 IM WIDERSTAND VERHAFTET 29.10.1943 FÜSILIERT 30.11.1943 TIR NATIONAL                                                                   | 16, Chaussee de Bruxelles     | Edmond van Wezemael (1920–1943) |

## Verlegedaten
Die Stolpersteine von Forest wurden an folgenden Tagen verlegt:
- 8. Mai 2015: Rue Rodenbach 73
- 3. November 2015: Rue Rodenbach 73 (Louis Heyligers)
- 29. November 2018: Avenue Alexandre Bertrand 25, Avenue Zaman 7, Rue Vanden Corput 4, Rue Rodenbach 73 (Louis Heyligers) – erneute Verlegung
- 11. November 2019: Avenue des Tropiques 11, Chaussee de Bruxelles 16